# 白鶴 (足球運動員)
白鶴（Bai He，1983年11月19日—），生於中國保定，退役香港足球運動員，司職防守中場，於2013年12月被中甲球隊石家莊永昌以6位數字轉會費羅致，成為第4名到中國大陸參與職業足球的香港華人足球員，現時擔任中國超級聯賽石家莊永昌助教。

## 球員生涯
白鶴生於中國保定，早在四歲時就已經喜歡上足球，但由於當時河北並沒有職業球會，他只好到業餘體校受訓。不過他很快就被河北二隊看中，讀中學時就加入了河北百世開利，更在首季奪得中乙季軍。
可是球市兩年後欠佳，白鶴就被球隊賣到遼寧。其後，河北的教練介紹他加盟中甲球隊成都五牛，展開職業球員生涯。加盟後，他在對廈門藍獅的賽事後備上陣達20分鐘，錄得職業生涯首仗。半年後，白鶴獲廈門藍獅教練高洪波賞識，向成都五牛要求收購他，但白鶴因為在四川踢得順心便繼續留下來。
加盟第三年時，白鶴和教練團關係欠佳，因而極少出場，球隊便將他掛牌轉售。結果曾任經紀的成都五牛老闆便作中介人建議白鶴轉投訓練基地位於東莞的港甲球隊聯華紅牛，最後白鶴於2006年10月在老闆介紹下與李海強來港加盟甲組球隊南華。初時白鶴只跟南華簽定三個月短期合約，當作跳板再回中國發展，不過他最後協助南華奪得本地賽事三冠王。完約後，足主羅傑承親自勸白鶴留低。
在港期間出色的表現，高洪波一度想邀請白鶴加盟中超球隊長春亞泰，然而，礙於當時的中國正值「打假」浪潮，球圈氣氛不理想，結果打消了他初時盡快回歸中國的計劃。
在南華後期，白鶴只屬正選與後備間，最終被外借到太陽飛馬，更將會於完成省港盃賽事，轉會窗重開後正式加盟飛馬。加盟半季後，白鶴以6位數字轉會費用被中國甲組足球聯賽球隊石家莊永昌羅致，在條件較理想下選擇加盟，一圓在成長地的職業足球夢。2014年1月20日，白鶴在飛馬以1–3不敵傑志的告別戰賽後獲球迷呼喊其名字及拍手歡送。
2014年球季，白鶴協助石家莊永昌衝上中超。在季初時，白鶴屬球隊常規正選，但在季中出場機會減少。2015年球季，石家莊永昌更是中超的黑馬，贏盡中國球迷讚譽。可是，香港隊在世界盃外圍賽兩次逼和中國後，中國足球協會修例定港澳及台球員為外援，列名在中國出生，只要代表過香港的球員，在中國足協的新例中亦算外援，令與球會還剩一年約的白鶴即時被剔除出球隊名單之外。2015年12月28日，石家莊永昌下午透過微博宣布，白鶴的合約於2015年年底到期，雙方協商後，同意白鶴即日起正式離隊。
離隊後，白鶴獲前後多間中甲球會開出不錯待遇，但在與梅州客家簽約前一刻獲東方教練陳婉婷招手，考慮到生活環境等因素便決定回流香港。2015年12月28日，東方正式宣布簽入白鶴。2016年1月11日，白鶴在首戰對南華時正選上陣，更在66分鐘有一次護空門，最終協助球隊以3–1勝出。其後更在2017年2月9日以6–1擊敗R&F富力的聯賽取得加盟後的首個入球。2017年3月18日，東方龍獅於旺角大球場對南華，日前於微博宣佈退出香港代表隊的白鶴正選上陣兼梅開二度，包括補時一分鐘射入「絕殺」助東方龍獅以4–3勝出，絕殺入球後激動得脫衣慶祝，更向金判坤身處的觀眾席大叫兼做出「指眼」動作，賽後有大量球迷於場外高呼白鶴全名。2017年4月21日，白鶴獲頒香港體育記者協會3月最佳球員。
2018／19年球季，白鶴加盟香港超級聯賽球會R&F富力。2020年6月，白鶴宣布返回家鄉河北，於當地一支U16球隊擔任助教。

## 國際賽生涯

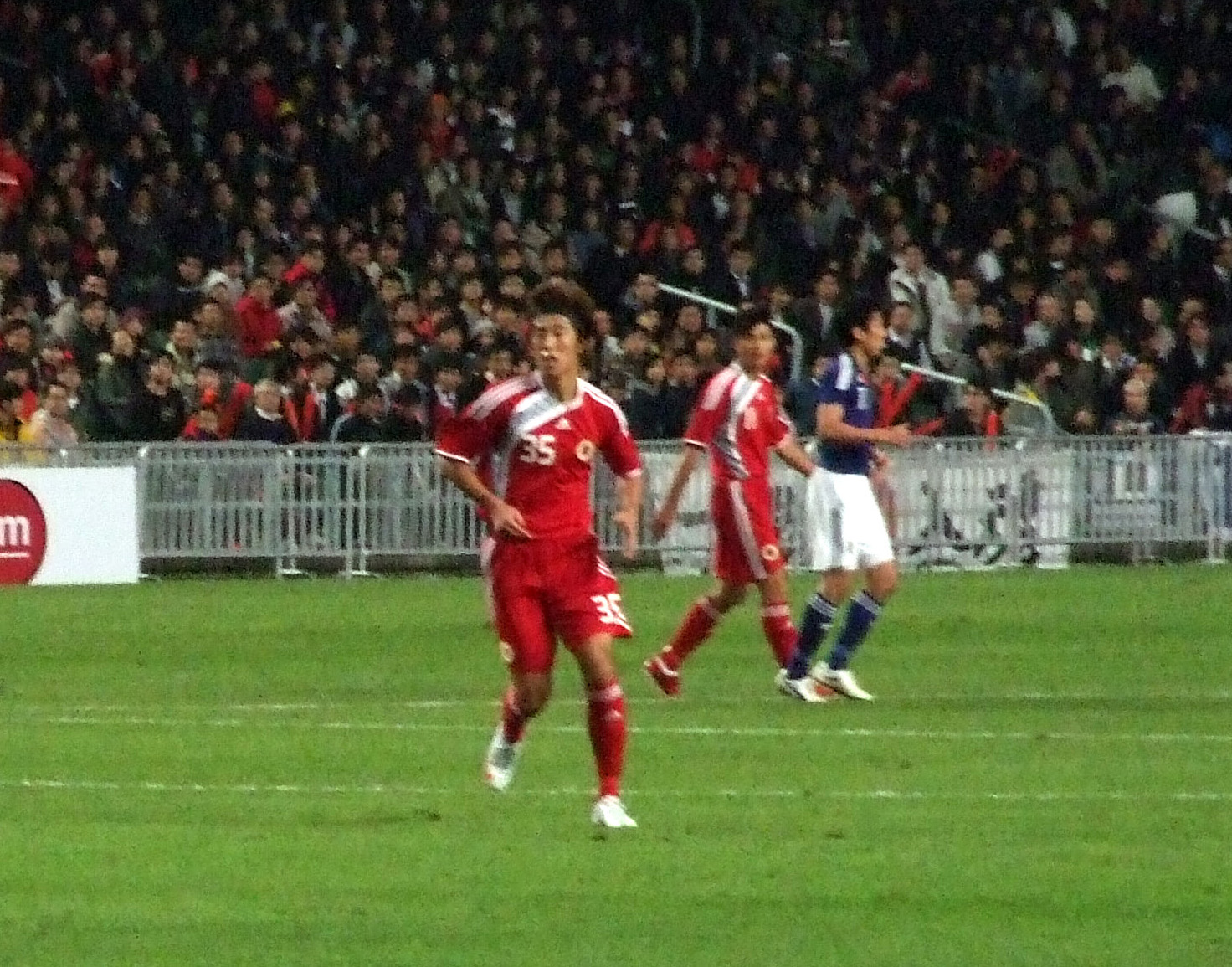
白鶴代表香港代表隊出戰。

1999年，17歲的白鶴入選中國國青隊，當時的教練是前中國隊主教練的高洪波，陣中隊友亦有周海濱、趙旭日等前國腳，更協助中國國青隊在世界少年錦標賽擊敗南韓。
2008年，由於根據國際足協規則，中國大陸球員只需居港兩年即可代表香港，白鶴決定代表香港出戰。2009年，白鶴隨同以全南華球員組成的香港，赴台灣高雄參加2010年東亞足球錦標賽預賽，於全部3場賽事均有上陣。2013年1月1日，白鶴在第35屆省港盃次回合取得入球，兩回合賽和2–2，最終香港連續兩屆以12碼擊敗廣東。
2013年9月10日，香港在旺角大球場友賽新加坡的國際友誼賽，白鶴於61分鐘取得入球協助香港隊以1–0擊敗對手。
白鶴在2018年世界盃亞洲區外圍賽表現出色，其中在主場迎戰勁旅卡塔爾時在比賽尾段門前頂入，最終香港以2–3僅負卡塔爾。其後再在世界盃亞洲區外圍賽兩鬥排名高香港60位的中國，兩場比賽都能打成0–0平手，兩場白鶴均正選登場。
2017年3月16日下午，白鶴在個人微博突然發文宣布退出香港足球代表隊。翌日，因用上「南韓人金教練」等字眼，白鶴於收操後澄清他的發言與政治無關，純粹是他與金判坤的溝通誤會，感到不被尊重，他表示於3月16日操練後從教練團及香港隊行政經理廖俊輝口中獲告知落選亞洲盃外圍賽的23人決選名單，理由是欲給予年輕球員機會，故白鶴即使隨隊出征也不會獲派上場，令他自覺不獲尊重。
2017年3月19日，金判坤指：「起初我是想將法圖斯推上防中，因此棄選了白鶴。到了星期一（3月13日）我私下通知了入選及落選的球員，直到星期三（3月15日）另一位香港隊成員羅素卻因為膝傷親自和我申請退隊，我即時和團體商討重召白鶴，但那時他已在星期四（3月16日）微博宣布退出香港隊。」金判坤又表示曾私下叮囑東方教練陳婉婷照顧白鶴：「白鶴和我們一起踢過所有重要比賽，對我而言他是個頂級球員。但他去年6月、9月及10月都因傷未有入選，我對於他未有入選感到傷心，對於其他落選球員亦一樣。我們不是為金判坤、不是為個人，是為了香港取得勝利而戰；你喜不喜歡我其實並不重要，最重要是香港隊贏波。」

## 職業生涯數據
| 2006－07         | 南華             | 港甲             | 7       | 0  | 4     | 0  | 4     | 0  | 1(2)  | 0  | -      | -  | 16(2)   | 0  |
| 2007－08         | 南華             | 港甲             | 7(5)    | 0  | 1(1)  | 0  | 1(3)  | 0  | 0(1)  | 0  | -      | -  | 8(10)   | 0  |
| 2008－09         | 南華             | 港甲             | 15(3)   | 2  | 2     | 0  | 1     | 0  | 2     | 0  | 6(1)   | 0  | 26(4)   | 2  |
| 2009－10         | 南華             | 港甲             | 6(3)    | 1  | 1(2)  | 0  | -     | -  | 0     | 0  | 7(2)   | 0  | 14(7)   | 1  |
| 總計（南華）     | 總計（南華）     | 總計（南華）     | 35(11)  | 3  | 8(3)  | 0  | 6(3)  | 0  | 3(3)  | 0  | 13(3)  | 0  | 64(23)  | 3  |
| 總計（職業生涯） | 總計（職業生涯） | 總計（職業生涯） | ≧35(11) | ≧3 | ≧8(3) | ≧0 | ≧6(3) | ≧0 | ≧3(3) | ≧0 | ≧13(3) | ≧0 | ≧64(23) | ≧3 |

- 更新至2010年5月25日

## 榮譽
南華
- 香港甲組足球聯賽冠軍（2006–07、2007–08、2008–09、2009–10、2002–13季度）
- 香港聯賽盃冠軍（2007–08、2010–11季度）
- 香港高級組銀牌冠軍（2006–07、2009–10季度）
- 香港足總盃冠軍（2006–07、2007–08、2010–11季度）

東方龍獅
- 香港超級足球聯賽冠軍（2015–16季度）
- 香港社區盃冠軍（2016年）

香港聯賽選手隊
- 香港賀歲盃冠軍（2009年）

個人
- 港超聯 3月最有價值球員（2016–2017季度）

## 外部連結
- Bai He （页面存档备份，存于）